# I liga chilijska w piłce nożnej (2007)
Chile 2007
Mistrzem Chile turnieju Apertura został klub CSD Colo-Colo, natomiast wicemistrzem Chile – CD Universidad Católica.
Mistrzem Chile turnieju Clausura został klub CSD Colo-Colo, natomiast wicemistrzem Chile – Universidad Concepción.
Do Copa Libertadores w roku 2008 zakwalifikowały się następujące kluby:
- CSD Colo-Colo – mistrz Chile,
- CD Universidad Católica – ten z dwóch wicemistrzów, który miał lepszy dorobek w fazie ligowej,
- Audax Italiano – najlepszy zespół fazy ligowej turnieju Clausura.

Do Copa Sudamericana w roku 2007 zakwalifikowały się następujące kluby:
- CSD Colo-Colo – Liguilla Pre-Copa Sudamericana,
- Audax Italiano – Liguilla Pre-Copa Sudamericana.

Kluby, które spadły do II ligi:
- CD Lota Schwager – trzeci od końca w tabeli sumarycznej,
- Santiago Wanderers – drugi od końca w tabeli sumarycznej,
- Coquimbo Unido – ostatni w tabeli sumarycznej,
- Puerto Montt – przegrany baraż.

Na miejsce spadkowiczów awansowały z drugiej ligi następujące kluby:
- Provincial Osorno – mistrz drugiej ligi,
- CSD Rangers – wicemistrz drugiej ligi,
- Santiago Morning – zwycięstwo w barażu.

## Torneo Apertura 2007
Mistrzostwa Chile turnieju Apertura odbyły się w 2007 roku pod nazwą Copa BancoEstado. W odróżnieniu od poprzednich lat i od rozegranego później turnieju Clausura, rozgrywki przeprowadzone zostały w postaci typowej ligi (czyli w stylu europejskim) – bez fazy pucharowej.

### Apertura 1
| Data             | Mecz |
| ---------------- | --- |
| 27 stycznia 2007 | Coquimbo Unido – CD Huachipato 1:3 Luciano Álvarez 61 – Diego Ruiz 32, Leonardo Mas 70, Pedro Morales 85                                               |
| 27 stycznia 2007 | Cobreloa – Antofagasta 7:1 José Luis Díaz 1, Lucas Barrios 18, 75, 77, Esteban Paredes 21, 36, 63 – Cristián Reynero 7                                 |
| 27 stycznia 2007 | Melipilla – CSD Colo-Colo 1:2 Alejandro Carrasco 67 – Gonzalo Fierro 46, Edison Giménez 80                                                             |
| 27 stycznia 2007 | Puerto Montt – CD Ñublense 1:1 Angelo Alvarado 4 – Manuel Villalobos 51                                                                                |
| 27 stycznia 2007 | Unión Española – La Serena 1:0 Julio Gutiérrez 10 |
| 28 stycznia 2007 | Club Universidad de Chile – Universidad Concepción 1:0 ?                                                                                               |
| 28 stycznia 2007 | CD Lota Schwager – CD Palestino 3:3 Roberto Silva 20k, José Salcedo 55, Mauricio Cataldo 59k – Ever Cantero 60, Cristián Basaure 62, Rodrigo Toloza 70 |
| 28 stycznia 2007 | CD Cobresal – Audax Italiano 1:3 Juan González 33s – Carlos Andrés Villanueva 38, Rodolfo Moya 40, Miguel Ángel Romero 67                              |
| 28 stycznia 2007 | CD Universidad Católica – Santiago Wanderers 1:0 Luis Núñez 83                                                                                         |
| 29 stycznia 2007 | Everton Viña del Mar – CD O’Higgins 2:0 Matías Urbano 24, Marco Olea 28                                                                                |

### Apertura 2
| Data          | Mecz |
| ------------- | --- |
| 2 lutego 2007 | La Serena – CD Universidad Católica 1:2 Patricio Rubina 84 – Esteban Fuertes 3, Luis Núñez 54                                   |
| 3 lutego 2007 | Audax Italiano – CD Lota Schwager 3:2 Carlos Andrés Villanueva 11k, 72k, Boris Rieloff 39; Roberto Silva 63, Marcelo Muñoz 90   |
| 3 lutego 2007 | CD Palestino – Puerto Montt 1:2 Cristián Vilches 62 – Rubén Ramírez 12, Luis Guajardo 76                                        |
| 3 lutego 2007 | Unión Española – Everton Viña del Mar 1:0 Alejandro Acosta 66                                                                   |
| 3 lutego 2007 | CD O’Higgins – Santiago Wanderers 3:2 Nicolás Diez 7, Miguel Aceval 39k, Adrián Rojas 78 – José Luis Jiménez 24k, Eric Godoy 30 |
| 3 lutego 2007 | Universidad Concepción – Coquimbo Unido 0:0                                                                                     |
| 3 lutego 2007 | CSD Colo-Colo – Concepción 4:0 Humberto Suazo 17k, 67, Moisés Villarroel 24, Juan Gonzalo Lorca 77                              |
| 4 lutego 2007 | CD Huachipato – CD Cobresal 1:0 José Raúl Contreras 35                                                                          |
| 4 lutego 2007 | CD Ñublense – Melipilla 1:1 Manuel Villalobos 71 – Román Cuello 67                                                              |
| 2 maja 2007   | Antofagasta – Club Universidad de Chile 1:1 Alejandro Osorio 90+5 – Mauricio Pinilla 72                                         |

### Apertura 3
| Data           | Mecz |
| -------------- | --- |
| 10 lutego 2007 | Concepción – La Serena 1:1 Néstor Contreras 51 – Marcelo Caro 89                                               |
| 10 lutego 2007 | Melipilla – Unión Española 2:1 Alejandro Vrsalovic 20, Alejandro Acosta 80s – John Valladares 6s               |
| 10 lutego 2007 | Santiago Wanderers – Antofagasta 0:0 mecz rozegrany został w Viña del Mar                                      |
| 10 lutego 2007 | Coquimbo Unido – CSD Colo-Colo 0:3 Eladio Herrera 3s, Giovanni Hernández 16, Gonzalo Fierro 30k                |
| 11 lutego 2007 | Cobreloa – CD Huachipato 3:1 Lucas Barrios 21, 77, José Luis Díaz 26k – Diego Ruiz 43                          |
| 11 lutego 2007 | CD Cobresal – CD O’Higgins 2:0 César Díaz 77k, Rodrigo Núñez 87                                                |
| 11 lutego 2007 | CD Lota Schwager – CD Ñublense 1:1 Roberto Silva 70k – Juan Francisco Viveros 74                               |
| 11 lutego 2007 | CD Universidad Católica – CD Palestino 2:0 Esteban Fuertes 61, Luis Núñez 78                                   |
| 11 lutego 2007 | Everton Viña del Mar – Universidad Concepción 2:1 Javier Menghini 43, Osvaldo González 75s – Leonardo Monje 50 |
| 16 maja 2007   | Club Universidad de Chile – Audax Italiano 2:2 Patricio Galaz 40, Rodrigo Rivera 49 – Leonardo Medina 55, 90   |

### Apertura 4
| Data           | Mecz |
| -------------- | --- |
| 17 lutego 2007 | Puerto Montt – Club Universidad de Chile 2:0 Héctor Águila 46, Cristián Muñoz 83 |
| 17 lutego 2007 | CSD Colo-Colo – CD Cobresal 4:2 José Luis Jerez 19, Humberto Suazo 44, 53k, Gonzalo Fierro 57 – Edison Fonseca 73, Patricio Lira 86                                                      |
| 17 lutego 2007 | La Serena – Cobreloa 2:4 Juan Quiroga 16k, Mauricio Salazar 82k – José Luis Díaz 40, 67, 75, Lucas Barrios 62                                                                            |
| 17 lutego 2007 | CD O’Higgins – Unión Española 3:0 Marco Rodríguez 23, Herly Alcázar 33, 43 |
| 18 lutego 2007 | CD Palestino – Coquimbo Unido 3:2 Felipe Muñoz 34, Cristián Vilches 48, Ever Cantero 55 – Marcelo Corrales 51, Carlos Carmona 62 mecz rozegrany został na stadionie klubu Unión Española |
| 18 lutego 2007 | Audax Italiano – Everton Viña del Mar 4:2 Leonardo Medina 7, 47, Braulio Leal 69, Rodolfo Moya 75 – Alvaro Villalón 19, Nicolás Núñez 64                                                 |
| 18 lutego 2007 | Concepción – Santiago Wanderers 1:0 Jaison Ibarrola 13 |
| 18 lutego 2007 | Antofagasta – Melipilla 2:1 Roberto Castillo 35, Sebastián Cobelli 40 – Jorge Lagunas 61                                                                                                 |
| 18 lutego 2007 | CD Huachipato – CD Ñublense 1:1 Diego Ruiz 76 – Manuel Villalobos 79 |
| 18 lutego 2007 | CD Universidad Católica – CD Lota Schwager 2:0 Esteban Fuertes 17, Roberto Gutiérrez 70                                                                                                  |

### Apertura 5
| Data           | Mecz |
| -------------- | --- |
| 24 lutego 2007 | Club Universidad de Chile – La Serena 0:0 mecz rozegrany został na stadionie klubu Audax Italiano                    |
| 24 lutego 2007 | Coquimbo Unido – Antofagasta 2:1 Héctor Robles 16, Marcelo Corrales 79k – Andrés Oroz 65                             |
| 24 lutego 2007 | CD Huachipato – Concepción 3:0 José Raúl Contreras 33, 69, Diego Ruiz 83                                             |
| 24 lutego 2007 | Melipilla – CD Cobresal 2:0 César Henríquez 46, Jorge Lagunas 76                                                     |
| 24 lutego 2007 | Cobreloa – CD O’Higgins 5:0 Lucas Barrios 11, 63, Rodrigo Mannara 36, 61, José Luis Díaz 40                          |
| 24 lutego 2007 | Unión Española – Audax Italiano 2:2 José Luis Sierra 25, Matías Vidangossy 71 – Juan González 33, Leonardo Medina 47 |
| 25 lutego 2007 | Santiago Wanderers – Puerto Montt 1:1 Miguel Catalán Paz 30 – Rubén Ramírez 53 mecz rozegrany został w Viña del Mar  |
| 25 lutego 2007 | CD Ñublense – CD Palestino 1:0 Manuel Villalobos 85                                                                  |
| 25 lutego 2007 | Everton Viña del Mar – CD Universidad Católica 1:0 Nicolás Núñez 90+3                                                |
| 14 marca 2007  | Universidad Concepción – CSD Colo-Colo 0:2 Arturo Vidal 76, Humberto Suazo 82                                        |

### Apertura 6
| Data           | Mecz |
| -------------- | --- |
| 27 lutego 2007 | CD Lota Schwager – Melipilla 1:4 Cristián Oviedo 80 – Román Cuello 2, Diego de Gregorio 24, Carlos Espinoza 38k, Alejandro Vrsalovic 89                      |
| 27 lutego 2007 | CD Cobresal – Cobreloa 1:0 César Díaz 22k |
| 28 lutego 2007 | CD Palestino – CD Huachipato 1:1 Rodrigo Toloza 42 – Jaime Riveros 58 mecz rozegrany został na stadionie klubu Unión Española                                |
| 28 lutego 2007 | CD Ñublense – CD Universidad Católica 3:3 Jorge Alvarado 19, Luis Flores 45, Gabriel Migliónico 78 – Hugo Morales 6, Luis Núñez 64, José Pedro Fuenzalida 68 |
| 28 lutego 2007 | CSD Colo-Colo – Unión Española 2:1 Gonzalo Fierro 35, 82 – Julio Gutiérrez 15                                                                                |
| 28 lutego 2007 | Santiago Wanderers – Coquimbo Unido 3:1 Paulo Pérez 16, 33, Sebastián Roco 55 – Felipe Flores 50 mecz rozegrany został w Viña del Mar                        |
| 28 lutego 2007 | La Serena – CD O’Higgins 2:1 Gustavo Canales 32, 45 – Felipe Flores 77                                                                                       |
| 28 lutego 2007 | Antofagasta – Everton Viña del Mar 1:1 Alonzo Zúńiga 55 – Nicolás Núñéz 65                                                                                   |
| 28 lutego 2007 | Puerto Montt – Universidad Concepción 1:3 Héctor Águila 42 – Fernando Giménez 33, Leonardo Monje 68, Gustavo Lorenzeti 74 mecz rozegrany został w Osorno     |
| 1 marca 2007   | Concepción – Club Universidad de Chile 1:0 Jason Ibarrola 70                                                                                                 |

### Apertura 7
| Data         | Mecz |
| ------------ | --- |
| 3 marca 2007 | Unión Española – CD Cobresal 1:0 David Córdova 59 |
| 3 marca 2007 | CD O’Higgins – CD Lota Schwager 3:3 Giancarlo Maldonado 21, Alan Sánchez 42, Felipe Flores 70 – Mauricio Cataldo 13, Marcelo Muñoz 47, José Salcedo 75 |
| 3 marca 2007 | CSD Colo-Colo – Antofagasta 3:0 Gonzalo Fierro 12, Humberto Suazo 45, José Luis Jerez 55                                                               |
| 4 marca 2007 | CD Huachipato – Santiago Wanderers 1:0 Jaime González 55                                                                                               |
| 4 marca 2007 | Universidad Concepción – CD Palestino 0:0 |
| 4 marca 2007 | Everton Viña del Mar – CD Ñublense 1:2 Cristián Uribe 73k – Jorge Alvarado 47, Rodrigo Rain 57s                                                        |
| 4 marca 2007 | CD Universidad Católica – Club Universidad de Chile 0:0                                                                                                |
| 4 marca 2007 | Melipilla – Concepción 1:1 César Henríquez 81 – Jaison Ibarrola 38                                                                                     |
| 4 marca 2007 | Cobreloa – Puerto Montt 2:0 Rodrigo Pérez 78, Lucas Barrios 90                                                                                         |
| 4 marca 2007 | Coquimbo Unido – Audax Italiano 1:1 Felipe Flores 20 – Rodolfo Moya 89                                                                                 |

### Apertura 8
| Data          | Mecz |
| ------------- | --- |
| 9 marca 2007  | Club Universidad de Chile – Cobreloa 0:1 Cristián Ríos 60                                                                                     |
| 9 marca 2007  | Audax Italiano – CD Huachipato 1:0 Rodolfo Moya 37                                                                                            |
| 10 marca 2007 | La Serena – Everton Viña del Mar 1:1 Emmanuel Culio 19k – Fernando Martel 75                                                                  |
| 11 marca 2007 | Antofagasta – CD O’Higgins 1:1 Pedro Reyes 53 – Daniel González 37                                                                            |
| 11 marca 2007 | Santiago Wanderers – Melipilla 3:2 Sebastián Roco 14, José Soto 31k, José Luis Jiménez 90+5k – César Henríquez 8, Alejandro Vrsalovic 51      |
| 11 marca 2007 | CD Lota Schwager – Universidad Concepción 2:4 José Salcedo 20, Cristián Oviedo 34 – Mauricio Aros 8, 66, Ricardo Viveros 12, Manuel Maciel 55 |
| 11 marca 2007 | CD Cobresal – Coquimbo Unido 3:0 César Díaz 24, 46, Patricio Lira 55                                                                          |
| 11 marca 2007 | CD Ñublense – CSD Colo-Colo 0:2 Humberto Suazo 59, 66                                                                                         |
| 11 marca 2007 | Concepción – CD Universidad Católica 0:1 Luis Núñez 82                                                                                        |
| 25 marca 2007 | Puerto Montt – Unión Española 2:5 César Talma 31, Luis Guajardo 85 – Claudio Calderón 28, 82, Mathías Vidangossy 38, Julio Gutiérrez 48, 57   |

### Apertura 9
| Data          | Mecz |
| ------------- | --- |
| 17 marca 2007 | CD Palestino – Melipilla 1:1 Joan Henríquez 59 – Alejandro Vrsalovic 90 mecz rozegrany został na stadionie klubu Unión Española |
| 17 marca 2007 | CSD Colo-Colo – CD Lota Schwager 2:2 Humberto Suazo 4, Giovanni Hernández 67 – Alejandro Figueroa 25, José Salcedo 85           |
| 17 marca 2007 | Unión Española – CD Ñublense 2:2 Julio Gutiérrez 14, 71 – Luis Flores Abarca 70, Danilo Aceval 82k                              |
| 18 marca 2007 | Everton Viña del Mar – Santiago Wanderers 1:1 Francisco Sánchez 31 – Sebastián Roco 67                                          |
| 18 marca 2007 | CD Huachipato – Puerto Montt 3:1 Diego Ruiz 29, Renzo Yáñez 76, Pedro Morales 78k – Iván Álvarez 57                             |
| 18 marca 2007 | Coquimbo Unido – La Serena 0:1 Mauricio Salazar 77                                                                              |
| 18 marca 2007 | Universidad Concepción – CD Cobresal 3:1 Fernando Solís Nuñez 4, Mauricio Aros 13, Leonardo Monje 33 – César Díaz 69            |
| 18 marca 2007 | Cobreloa – Concepción 3:0 Juan Luis González 39, José Luis Díaz 41, 73                                                          |
| 18 marca 2007 | Audax Italiano – Antofagasta 0:0                                                                                                |
| 23 maja 2007  | CD O’Higgins – Club Universidad de Chile 1:0 Giancarlo Maldonado 70                                                             |

### Apertura 10
| Data             | Mecz |
| ---------------- | --- |
| 30 marca 2007    | Club Universidad de Chile – CD Huachipato 1:0 Joel Soto 74                                                                           |
| 31 marca 2007    | Puerto Montt – Everton Viña del Mar 1:3 Rubén Ramírez 26, Matías Urbano 11, 22, 86                                                   |
| 31 marca 2007    | CD Cobresal – CD Universidad Católica 1:1 Patricio Lira 21 – Esteban Fuertes 84                                                      |
| 31 marca 2007    | Concepción – CD O’Higgins 1:2 Jimmy Ortiz 71 – Felipe Flores 2, Luis Flores 8                                                        |
| 31 marca 2007    | CD Palestino – Audax Italiano 0:2 Carlos Andrés Villanueva 83, Rodofo Moya 88 mecz rozegrany został na stadionie klubu CSD Colo-Colo |
| 1 kwietnia 2007  | Antofagasta – Unión Española 0:1 Julio Gutiérrez 13                                                                                  |
| 1 kwietnia 2007  | CD Lota Schwager – Coquimbo Unido 1:3 Alan Rivera 35k – Daniel Fernández 37, Felipe Flores 64, Mario Aravena 67                      |
| 1 kwietnia 2007  | CD Ñublense – Universidad Concepción 2:0 Gabriel Migliónico 17, Luis Flores 77                                                       |
| 1 kwietnia 2007  | Santiago Wanderers – Cobreloa 1:1 Sebastián Roco 82 – Charles Aránguiz 59                                                            |
| 11 kwietnia 2007 | La Serena – CSD Colo-Colo 1:1 Gustavo Canales 43 – Humberto Suazo 90+2                                                               |

### Apertura 11
| Data            | Mecz |
| --------------- | --- |
| 3 kwietnia 2007 | CD Huachipato – La Serena 2:1 Jaime González 12, Pedro Morales 80 – Ángel Carreño 70                                  |
| 3 kwietnia 2007 | CD O’Higgins – CD Palestino 4:1 Giancarlo Maldonado 73, 78, Fernando Meneses 82, Herly Alcázar 90 – Rodrigo Toloza 31 |
| 4 kwietnia 2007 | Cobreloa – CD Ñublense 1:2 José Luis Díaz 31k – Juan Francisco Viveros 16, Manuel Villalobos 72                       |
| 4 kwietnia 2007 | Universidad Concepción – Santiago Wanderers 3:1 Leonardo Monje 34, Ricardo Parada 79, Freddy Segura 81 – José Soto 82 |
| 4 kwietnia 2007 | Audax Italiano – Concepción 2:0 Jorge Carrasco 78, Fabián Orellana 83                                                 |
| 4 kwietnia 2007 | Everton Viña del Mar – CD Cobresal 0:0                                                                                |
| 4 kwietnia 2007 | CD Universidad Católica – Antofagasta 0:0                                                                             |
| 4 kwietnia 2007 | Unión Española – CD Lota Schwager 4:0 Claudio Calderón 41, Julio Gutiérrez 48, José Luis Sierra 60, 83                |
| 5 kwietnia 2007 | Club Universidad de Chile – Melipilla 3:0 Eric Pino 43, Sebastián Pinto 54, Patricio Galaz 64k                        |
| 5 kwietnia 2007 | Coquimbo Unido – Puerto Montt 2:0 Felipe Flores 51, 71                                                                |

### Apertura 12
| Data            | Mecz |
| --------------- | --- |
| 7 kwietnia 2007 | CD Universidad Católica – CD Huachipato 2:0 Roberto Gutiérrez 5, Eros Pérez 62                                                                            |
| 7 kwietnia 2007 | CD Palestino – La Serena 3:2 Héctor Tapia 57, 59, Braulio Armoa 86 – Joel Estay 32, Mario Pardo 34 mecz rozegrany został na stadionie klubu CSD Colo-Colo |
| 7 kwietnia 2007 | Antofagasta – Concepción 3:1 Mauricio Donoso 9k, Sebastián Cobelli 45, Maximiliano Estévez 90 – Néstor Contreras 19                                       |
| 8 kwietnia 2007 | Santiago Wanderers – Club Universidad de Chile 0:2 Patricio Galaz 64, Joel Soto 78                                                                        |
| 8 kwietnia 2007 | CSD Colo-Colo – Puerto Montt 3:0 Humberto Suazo 55, Giovanni Hernández 60, 88                                                                             |
| 8 kwietnia 2007 | Coquimbo Unido – CD O’Higgins 1:2 Marcelo Corrales 31 – Giancarlo Maldonado 70, Daniel González 78                                                        |
| 8 kwietnia 2007 | CD Ñublense – Audax Italiano 3:2 Luis Flores 5, 60, Juan Francisco Viveros 50 – Roberto Cereceda 35, Fabián Orellana 70k                                  |
| 8 kwietnia 2007 | Universidad Concepción – Unión Española 0:2 Juan Pablo Toro 24s, Julio Gutiérrez 27                                                                       |
| 8 kwietnia 2007 | CD Lota Schwager – Everton Viña del Mar 2:0 Alan Rivera 50k, José Salcedo 84                                                                              |
| 8 kwietnia 2007 | Melipilla – Cobreloa 2:1 Alejandro Carrasco 46, Héctor Pericás 62k – Luis Fuentes 88                                                                      |

### Apertura 13
| Data             | Mecz |
| ---------------- | --- |
| 14 kwietnia 2007 | Puerto Montt – CD Lota Schwager 0:1 Roberto Silva 17 |
| 14 kwietnia 2007 | Unión Española – CD Palestino 1:1 Clarence Acuña 61 – Rodolfo Madrid 85                                                                                          |
| 14 kwietnia 2007 | CD O’Higgins – Universidad Concepción 4:2 Giancarlo Maldonado 34, Miguel Aceval 50, Herly Alcázar 55, Daniel González 67 – Ricardo Parada 21, Ricardo Viveros 80 |
| 14 kwietnia 2007 | Concepción – CD Cobresal 1:1 Cristián Montecinos 77 – Gabriel Vargas 90                                                                                          |
| 15 kwietnia 2007 | Club Universidad de Chile – CD Ñublense 1:1 Sebastián Pinto 83 – Luis Flores Abarca 21                                                                           |
| 15 kwietnia 2007 | Everton Viña del Mar – CSD Colo-Colo 0:3 Humberto Suazo 54, Giovanni Hernández 70, Arturo Vidal 89                                                               |
| 15 kwietnia 2007 | CD Huachipato – Antofagasta 3:1 Pedro Morales 22, Leonardo Mas 45, Jaime González 89 – Sebastián Cobelli 40                                                      |
| 15 kwietnia 2007 | Cobreloa – Coquimbo Unido 5:1 José Luis Díaz 11, 48, 61k, Lucas Barrios 50, Rodrigo Mannara 90 – Jonathan Cisternas 30                                           |
| 15 kwietnia 2007 | La Serena – Melipilla 2:1 Juan Quiroga 16k, Joel Estay 86 – Diego de Gregorio 90+1                                                                               |
| 15 kwietnia 2007 | Audax Italiano – CD Universidad Católica 1:3 Carlos Andrés Villanueva 90+1k – Patricio Ormazábal 11, Luis Núñez 41, 45                                           |

### Apertura 14
| Data             | Mecz |
| ---------------- | --- |
| 21 kwietnia 2007 | CSD Colo-Colo – CD O’Higgins 6:2 Humberto Suazo 34, 59, Giovanni Hernández 51, 65, Rodrigo Millar 35, 85 – Giancarlo Maldonado 22, 64  |
| 21 kwietnia 2007 | Coquimbo Unido – Everton Viña del Mar 0:1 Matías Urbano 16                                                                             |
| 21 kwietnia 2007 | CD Lota Schwager – CD Huachipato 1:2 Roberto Silva 1 – Dagoberto Currimilla 47, Renzo Yáñez 74                                         |
| 21 kwietnia 2007 | Santiago Wanderers – Audax Italiano 1:2 José Luis Jiménez 62k – Diego Scotti 48, 85                                                    |
| 22 kwietnia 2007 | Concepción – Unión Española 3:2 Raúl Román 32, Jason Ibarrola 51, Gonzalo Villagra 90+2s – Sergio Gioino 38, David Cordova 76          |
| 22 kwietnia 2007 | Antofagasta – La Serena 4:1 Maximiliano Estévez 38, Mauricio Donoso 55, Roberto Castillo 84, Alonso Zúñiga 89 – Juan Quiroga 14        |
| 22 kwietnia 2007 | Melipilla – Universidad Concepción 3:2 Héctor Pericás 8k, Román Cuello 34, Alejandro Carrasco 49 – Ricardo Viveros 6, Manuel Maciel 75 |
| 22 kwietnia 2007 | CD Palestino – Club Universidad de Chile 1:1 Héctor Tapia 34k – Mauricio Pinilla 66k                                                   |
| 22 kwietnia 2007 | CD Cobresal – Puerto Montt 1:0 César Díaz 65k                                                                                          |
| 22 kwietnia 2007 | CD Universidad Católica – Cobreloa 2:1 Luis Núñez 29, Roberto Gutiérrez 48k – José Luis Díaz 76k                                       |

### Apertura 15
| Data             | Mecz |
| ---------------- | --- |
| 28 kwietnia 2007 | CD Palestino – Antofagasta 4:1 Jean Paul Pineda 32, Héctor Tapia 60, 65, 72 – Vladimir Guerrero 83                                           |
| 28 kwietnia 2007 | Unión Española – Coquimbo Unido 1:2 Claudio Calderón 52 – Juan Manuel Lucero 42, Felipe Flores 61                                            |
| 28 kwietnia 2007 | CD Cobresal – CD Lota Schwager 6:0 César Díaz 8, Víctor Oyarzún 25, Edison Fonseca 26, Gabriel Vargas 46, Rodrigo Jara 50, Sebastián Aset 87 |
| 28 kwietnia 2007 | Universidad Concepción – CD Universidad Católica 2:4 Leonardo Monje 40, 70 – Esteban Fuertes 52, 89, Claudio Muñoz 55, Luis Núñez 86         |
| 28 kwietnia 2007 | CD O’Higgins – CD Ñublense 0:1 Chase Hilgenbrink 45                                                                                          |
| 28 kwietnia 2007 | Everton Viña del Mar – Melipilla 2:2 Matías Urbano 57, Cristián Uribe 65 – José Luis Cabión 88, Alexis Jiménez 90                            |
| 29 kwietnia 2007 | Puerto Montt – Concepción 3:1 Esteban González 86, Rubén Ramírez 90, Angelo Alvarado 90+2 – Jason Ibarola 36                                 |
| 29 kwietnia 2007 | Club Universidad de Chile – CSD Colo-Colo 0:0                                                                                                |
| 29 kwietnia 2007 | Audax Italiano – Cobreloa 2:0 Juan Luis González 6s, Juan González 24                                                                        |
| 29 kwietnia 2007 | La Serena – Santiago Wanderers 2:1 Emmanuel Culio 23k, Gustavo Canales 65 – Miguel Catalán Paz 63                                            |

### Apertura 16
| Data        | Mecz |
| ----------- | --- |
| 5 maja 2007 | Cobreloa – CSD Colo-Colo 2:2 José Luis Díaz 24, Lucas Barrios 49 – Ariel Salinas 28, Juan Gonzalo Lorca 75              |
| 5 maja 2007 | Concepción – CD Lota Schwager 3:2 Cristián Montecinos 20, Germán Cortés 75, 81 – Alejandro Figueroa 72, Alan Rivera 90k |
| 6 maja 2007 | CD Ñublense – CD Cobresal 1:1 Cristóbal Jorquera 80 – César Díaz 57k                                                    |
| 6 maja 2007 | CD Huachipato – Everton Viña del Mar 3:0 Gabriel Sandoval 16, Jaime Riveros 73, Diego Ruiz 90+3k                        |
| 6 maja 2007 | CD Universidad Católica – Unión Española 1:0 Roberto Gutiérrez 78k                                                      |
| 6 maja 2007 | Santiago Wanderers – CD Palestino 1:2 José Soto 90 – Rodrigo Toloza 23, Jonathan Núñez 77                               |
| 6 maja 2007 | Melipilla – CD O’Higgins 2:0 Carlos Herrera 45s, Román Cuello 62                                                        |
| 6 maja 2007 | Audax Italiano – Universidad Concepción 0:0                                                                             |
| 6 maja 2007 | La Serena – Puerto Montt 3:0 Gustavo Canales 4, 75, Joel Estay 89                                                       |
| 7 maja 2007 | Club Universidad de Chile – Coquimbo Unido 2:0 Nicolás Medina 21, 23                                                    |

### Apertura 17
| Data         | Mecz |
| ------------ | --- |
| 12 maja 2007 | CD Palestino – Concepción 2:0 Alvaro Sarabia 26, Roberto Bishara 53                                                                             |
| 12 maja 2007 | Universidad Concepción – CD Huachipato 2:3 Manuel Maciel 71, Ricardo Viveros 74 – Renzo Yáñez 21, 31, 36                                        |
| 12 maja 2007 | CSD Colo-Colo – Santiago Wanderers 3:1 Humberto Suazo 8, Arturo Sanhueza 62, Alexis Sánchez 68 – Paulo Pérez 86                                 |
| 12 maja 2007 | CD O’Higgins – Audax Italiano 1:2 Carlos Herrera 21 – Carlos Andrés Villanueva 28k, Leonardo Medina 63                                          |
| 12 maja 2007 | Coquimbo Unido – Melipilla 0:4 Héctor Pericás 42k, César Henríquez 56, Carlos Espinoza 68, Iván Sepúlveda 85                                    |
| 13 maja 2007 | Puerto Montt – CD Universidad Católica 0:1 Roberto Gutiérrez 90                                                                                 |
| 13 maja 2007 | Everton Viña del Mar – Cobreloa 1:1 Fernando Martel 60 – Lucas Barrios 31                                                                       |
| 13 maja 2007 | Antofagasta – CD Ñublense 3:1 Sebastián Cobelli 12, Pedro Reyes 60, Cristián Reynero 72 – Luis Flores Abarca 25                                 |
| 13 maja 2007 | CD Cobresal – La Serena 2:1 César Díaz 38, Edison Fonseca 78 – Gustavo Canales 8                                                                |
| 13 maja 2007 | CD Lota Schwager – Club Universidad de Chile 1:2 Emiliano Strappini 18 – Marco Estrada 54, Patricio Galaz 73 mecz rozegrany został w Concepción |

### Apertura 18
| Data         | Mecz |
| ------------ | --- |
| 19 maja 2007 | CD Universidad Católica – CD O’Higgins 4:1 Roberto Gutiérrez 37, Claudio Muñoz 65, Luis Núñez 81, 90k – Alan Sánchez 48                                                      |
| 19 maja 2007 | La Serena – Universidad Concepción 1:0 Juan Quiroga 39 |
| 19 maja 2007 | Santiago Wanderers – CD Lota Schwager 5:2 José Luis Jiménez 9k, Paulo Pérez 15k, Michael Silva 39, Víctor Hugo Avalos 65, José Soto 90+4 – José Salcedo 12, José Mardones 35 |
| 19 maja 2007 | Antofagasta – CD Cobresal 0:1 Gabriel Vargas 58 |
| 20 maja 2007 | Audax Italiano – CSD Colo-Colo 1:0 Rodolfo Moya 47 mecz rozegrany został na Estadio Nacional                                                                                 |
| 20 maja 2007 | Cobreloa – CD Palestino 3:2 Lucas Barrios 28, 79, Rodrigo Mannara 39 – Héctor Tapia 81, Jonathan Núñez 87                                                                    |
| 20 maja 2007 | Concepción – Everton Viña del Mar 1:1 Gerardo Cortés 90k – Javier Menghini 60                                                                                                |
| 20 maja 2007 | CD Huachipato – Unión Española 2:1 Jaime González 16, 45 – Claudio Calderón 13                                                                                               |
| 20 maja 2007 | CD Ñublense – Coquimbo Unido 2:1 Rodrigo Barra 30, Manuel Villalobos 58 – Nicolás Corvetto 90                                                                                |
| 20 maja 2007 | Melipilla – Puerto Montt 2:1 Román Cuello 14, César Henríquez 43 – Angelo Alvarado 49                                                                                        |

### Apertura 19
| Data         | Mecz |
| ------------ | --- |
| 26 maja 2007 | Puerto Montt – Antofagasta 3:1 Angelo Alvarado 13, 70, Jorge Schwager 68 – Sebastián Cobelli 60                                                        |
| 26 maja 2007 | Unión Española – Club Universidad de Chile 2:1 Julio Gutiérrez 37, Mathias Vidangossy 70 – Patricio Galaz 84 mecz rozegrany został na Estadio Nacional |
| 26 maja 2007 | CD O’Higgins – CD Huachipato 0:0 |
| 27 maja 2007 | CD Cobresal – Santiago Wanderers 3:1 César Díaz 8, Víctor Oyarzún 9, Patricio Lira 39 – José Luis Jiménez 3                                            |
| 27 maja 2007 | CD Lota Schwager – La Serena 2:2 Emiliano Strappini 3, 53 – Patricio Rubina 13, Joel Estay 38                                                          |
| 27 maja 2007 | CSD Colo-Colo – CD Universidad Católica 2:1 Rodrigo Millar 16, Humberto Suazo 28 – Esteban Fuertes 65                                                  |
| 27 maja 2007 | Universidad Concepción – Cobreloa 1:1 Ricardo Parada 34 – José Luis Díaz 57                                                                            |
| 27 maja 2007 | Everton Viña del Mar – CD Palestino 1:1 Fernando Martel 23 – Rodrigo Toloza 82                                                                         |
| 27 maja 2007 | CD Ñublense – Concepción 2:3 Edgardo Abdala 24, Danilo Aceval 44k – Gerardo Cortés 13, Cristián Montecinos 71, Juan Cisternas 79                       |
| 27 maja 2007 | Melipilla – Audax Italiano 1:3 Román Cuello 4 – Fabián Orellana 19, 77, Leonardo Medina 47                                                             |

### Apertura 20
| Data            | Mecz |
| --------------- | --- |
| 9 czerwca 2007  | Club Universidad de Chile – Everton Viña del Mar 2:4 Patricio Galaz 27, José Luis García 77 – Javier Menghini 45, Cristián Uribe 54k, Matías Urbano 72, Felipe Soto 80 mecz rozegrany został w Valparaíso |
| 9 czerwca 2007  | La Serena – CD Ñublense 6:2 Gustavo Canales 19, 34, 90+2, Joel Estay 21, Angel Carreño 51, Emmanuel Culio 66 – Edgardo Abdala 30, Gabriel Migliónico 90                                                   |
| 9 czerwca 2007  | CD Universidad Católica – Melipilla 4:1 Roberto Gutiérrez 30, 68, Esteban Fuertes 70, Cristián Álvarez 74 – Roberto Gutiérrez 21s                                                                         |
| 9 czerwca 2007  | Puerto Montt – Audax Italiano 0:4 Carlos Andrés Villanueva 10, Leonardo Medina 16, 41, Fabián Orellana 89                                                                                                 |
| 9 czerwca 2007  | Concepción – Coquimbo Unido 2:1 Cristián Montecinos 1, César Vergara 25 – Felipe Flores 17k |
| 9 czerwca 2007  | CD Palestino – CD Cobresal 1:1 Héctor Tapia 73 – Rodrigo Núñez 85 |
| 10 czerwca 2007 | Antofagasta – Universidad Concepción 3:2 Sebastián Cobelli 9, 22, Roberto Castillo 54 – Fernando Solís Nuñez 33, Mauricio Aros 78                                                                         |
| 10 czerwca 2007 | Cobreloa – CD Lota Schwager 2:1 Víctor Osorio 22, Rodrigo Mannara 65 – Alejandro Figueroa 62 |
| 10 czerwca 2007 | CD Huachipato – CSD Colo-Colo 2:2 José Raúl Contreras 36, Renzo Yáñez 68 – Moisés Villarroel 79, Humberto Suazo 87 mecz rozegrany w Concepción                                                            |
| 10 czerwca 2007 | Santiago Wanderers – Unión Española 1:0 Eric Godoy 64 |

### Apertura 21
| Data            | Mecz |
| --------------- | --- |
| 16 czerwca 2007 | CD Cobresal – Club Universidad de Chile 4:1 Gabriel Vargas 24, 62, César Díaz 43, Edison Fonseca 74 – Sebastián Pinto 64                |
| 16 czerwca 2007 | CSD Colo-Colo – CD Palestino 1:0 Humberto Suazo 76                                                                                      |
| 16 czerwca 2007 | CD O’Higgins – Puerto Montt 2:1 Daniel González 19, Sebastián Varas 44 – Cristián Muñoz 86                                              |
| 16 czerwca 2007 | Coquimbo Unido – CD Universidad Católica 0:2 Esteban Fuertes 39k, 88                                                                    |
| 16 czerwca 2007 | Audax Italiano – La Serena 2:1 Fabián Orellana 8, Braulio Leal 47 – Gustavo Canales 48                                                  |
| 17 czerwca 2007 | Universidad Concepción – Concepción 0:0                                                                                                 |
| 17 czerwca 2007 | CD Lota Schwager – Antofagasta 1:1 Roberto Silva 52 – Sebastián Cobelli 72                                                              |
| 17 czerwca 2007 | CD Ñublense – Santiago Wanderers 2:1 Juan Francisco Viveros 40, Oscar Ibarra 53k – Richard Benítez 12                                   |
| 17 czerwca 2007 | Melipilla – CD Huachipato 2:4 Alejandro Carrasco 51, Román Cuello 80 – Jaime González 27, 35, José Raúl Contreras 65, Jaime Riveros 70k |
| 17 czerwca 2007 | Unión Española – Cobreloa 1:1 Claudio Latorre 16 – José Luis Díaz 35                                                                    |

### Tabela końcowa turnieju Apertura 2007
| Poz. | Klub                      | Mecze | Zw | Rem | Por | Pkt | BrZd | BrStr |
| ---- | ------------------------- | ----- | -- | --- | --- | --- | ---- | ----- |
| 1    | CSD Colo-Colo             | 20    | 14 | 5   | 1   | 47  | 47   | 16    |
| 2    | CD Universidad Católica   | 20    | 14 | 4   | 2   | 46  | 36   | 14    |
| 3    | Audax Italiano            | 20    | 13 | 5   | 2   | 44  | 39   | 20    |
| 4    | CD Huachipato             | 20    | 12 | 4   | 4   | 40  | 35   | 21    |
| 5    | Cobreloa                  | 20    | 10 | 5   | 5   | 35  | 44   | 23    |
| 6    | CD Cobresal               | 20    | 9  | 5   | 6   | 32  | 31   | 21    |
| 7    | CD Ñublense               | 20    | 8  | 8   | 4   | 32  | 31   | 31    |
| 8    | Unión Española            | 20    | 8  | 4   | 8   | 28  | 29   | 25    |
| 9    | Melipilla                 | 20    | 8  | 4   | 8   | 28  | 35   | 34    |
| 10   | CD O’Higgins              | 20    | 8  | 3   | 9   | 27  | 30   | 38    |
| 11   | La Serena                 | 20    | 7  | 5   | 8   | 26  | 31   | 30    |
| 12   | Everton Viña del Mar      | 20    | 6  | 8   | 6   | 26  | 24   | 27    |
| 13   | Club Universidad de Chile | 20    | 6  | 7   | 7   | 25  | 20   | 21    |
| 14   | CD Palestino              | 20    | 5  | 8   | 7   | 23  | 27   | 30    |
| 15   | Concepción                | 20    | 6  | 5   | 9   | 23  | 20   | 34    |
| 16   | Antofagasta               | 20    | 5  | 7   | 8   | 22  | 24   | 34    |
| 17   | Universidad Concepción    | 20    | 4  | 5   | 11  | 17  | 25   | 33    |
| 18   | Puerto Montt              | 20    | 4  | 2   | 14  | 14  | 19   | 40    |
| 19   | Coquimbo Unido            | 20    | 4  | 2   | 14  | 14  | 18   | 40    |
| 20   | Santiago Wanderers        | 20    | 4  | 4   | 12  | 13* | 24   | 33    |
| 21   | CD Lota Schwager          | 20    | 2  | 6   | 12  | 12  | 28   | 52    |

- klubowi Santiago Wanderers odjęto 3 punkty

Mistrzem Chile turnieju Apertura w roku 2007 został klub CSD Colo-Colo, natomiast wicemistrzem Chile – klub CD Universidad Católica. Tytuł mistrza zapewnił drużynie CSD Colo-Colo udział w Copa Libertadores 2008.

### Klasyfikacja strzelców bramek Apertura 2007
| Gole | Piłkarz         | Klub                    |
| ---- | --------------- | ----------------------- |
| 18   | Humberto Suazo  | CSD Colo-Colo           |
| 16   | José Luis Díaz  | Cobreloa                |
| 14   | Lucas Barrios   | Cobreloa                |
| 11   | César Díaz      | CD Cobresal             |
| 11   | Luis Núñez      | CD Universidad Católica |
| 11   | Gustavo Canales | La Serena               |
| 10   | Esteban Fuertes | CD Universidad Católica |
| 10   | Julio Gutiérrez | Unión Española          |
| 9    | Leonardo Medina | Audax Italiano          |

### Liguilla Pre-Copa Sudamericana
| CD Universidad Católica – Audax Italiano 0:3 (0:2) - 18.07 2007 0:1 Carlos Andrés Villanueva 12k, 0:2 Leonardo Medina 32, 0:3 Fabián Orellana 62 |
| CSD Colo-Colo – CD Huachipato 2:1 (1:1) - 19.07 2007 0:1 Jaime González 8, 1:1 Giovanni Hernández 11, 2:1 Miguel Aceval 87 (mecz w Viña del Mar) |

Do turnieju Copa Sudamericana 2007 zakwalifikowały się Audax Italiano i CSD Colo-Colo.

## Torneo Clausura 2007
Mistrzostwa Chile turnieju Clausura odbyły się w 2007 roku pod nazwą Copa BancoEstado.

### Clausura 1
| Data          | Mecz |
| ------------- | --- |
| 21 lipca 2007 | CD Palestino – CD Lota Schwager 2:2 Roberto Bishara 7, Álvaro Sarabia 76k – Roberto Silva 43, Cristián Vilches 57s |
| 21 lipca 2007 | CD Ñublense – Puerto Montt 2:1 Danilo Aceval 36k, 70k – Víctor Salazar 49                                          |
| 21 lipca 2007 | Universidad Concepción – Club Universidad de Chile 1:1 Manuel Maciel 29 – Marcelo Salas 81                         |
| 21 lipca 2007 | La Serena – Unión Española 2:1 Gastón Losa 61k, Joel Estay 82 – José Luis Sierra 90k                               |
| 21 lipca 2007 | CD O’Higgins – Everton Viña del Mar 2:0 Cristóbal González 20, Bryan Danesi 85                                     |
| 22 lipca 2007 | Santiago Wanderers – CD Universidad Católica 1:0 José Luis Jiménez 14                                              |
| 22 lipca 2007 | Audax Italiano – CD Cobresal 2:1 Franco di Santo 62, Leonardo Medina 74 – Patricio Gutiérrez 23s                   |
| 22 lipca 2007 | Antofagasta – Cobreloa 2:0 Sebastián Cobelli 32k, Andrés Oroz 79                                                   |
| 22 lipca 2007 | CD Huachipato – Coquimbo Unido 2:1 Jaime Riveros 20, Jaime González 55, Roberto Figueroa 1                         |
| 24 lipca 2007 | CSD Colo-Colo – Melipilla 4:1 Miguel Aceval 9k, Juan Gonzalo Lorca 34, Gonzalo Fierro 56k, 69 – John Valladares 73 |

### Clausura 2
| Data            | Mecz |
| --------------- | --- |
| 28 lipca 2007   | CD Lota Schwager – Audax Italiano 1:2 Aland Rivera 33k – Franco di Santo 15, Cristián Reynero 42                                     |
| 28 lipca 2007   | Club Universidad de Chile – Antofagasta 2:0 Pedro Morales 75, Patricio Galaz 84                                                      |
| 28 lipca 2007   | CD Universidad Católica – La Serena 3:1 Hugo Morales 4, Esteban Fuertes 10, Gary Medel 49 – Joel Estay 42                            |
| 28 lipca 2007   | Coquimbo Unido – Universidad Concepción 0:1 Manuel Maciel 15                                                                         |
| 29 lipca 2007   | Puerto Montt – CD Palestino 2:1 Ángelo Alvarado 34, Nicolás González 52 – Rodolfo Madrid 76                                          |
| 29 lipca 2007   | Melipilla – CD Ñublense 2:0 Alejandro Carrasco 22, César Henríquez 61                                                                |
| 29 lipca 2007   | Santiago Wanderers – CD O’Higgins 2:3 Pablo Fontanello 2, Paulo Pérez 36 – Daniel González 68, Sebastián Varas 80, Daniel Pereira 81 |
| 29 lipca 2007   | Everton Viña del Mar – Unión Española 0:0                                                                                            |
| 29 lipca 2007   | Concepción – CSD Colo-Colo 0:3 Rodrigo Millar 10, Juan Gonzalo Lorca 34, Gonzalo Fierro 43                                           |
| 8 września 2007 | CD Cobresal – CD Huachipato 2:1 Fabián Acuña 14, César Díaz 86 – Luis Peña 75                                                        |

### Clausura 3
| Data            | Mecz |
| --------------- | --- |
| 4 sierpnia 2007 | CD Huachipato – Cobreloa 3:0 Jaime Riveros 32k, 41, Renzo Yáñez 86                                                                              |
| 4 sierpnia 2007 | Unión Española – Melipilla 1:2 José Luis Sierra 23k – César Henríquez 11, Cristián Muñoz 73                                                     |
| 4 sierpnia 2007 | Audax Italiano – Club Universidad de Chile 1:1 Carlos Andrés Villanueva 90 – Patricio Galaz 74                                                  |
| 4 sierpnia 2007 | CD O’Higgins – CD Cobresal 1:1 Daniel González 65 – Gabriel Vargas 54                                                                           |
| 4 sierpnia 2007 | Universidad Concepción – Everton Viña del Mar 1:1 Ricardo Viveros 2 – Cristián Uribe 80                                                         |
| 4 sierpnia 2007 | La Serena – Concepción 2:1 Gastón Losa 42k, Hernán Alzamora 59 – Daúd Gazale 84                                                                 |
| 5 sierpnia 2007 | CD Ñublense – CD Lota Schwager 3:2 Manuel Villalobos 1, 23, Marco Millape 27 – Wladimir Herrera 25, Roberto Silva 38                            |
| 5 sierpnia 2007 | CD Palestino – CD Universidad Católica 1:1 Juan Maldonado 36 – Esteban Fuertes 33                                                               |
| 5 sierpnia 2007 | CSD Colo-Colo – Coquimbo Unido 2:1 Giovanni Hernández 37, 68 – Marcelo Corrales 11                                                              |
| 5 sierpnia 2007 | Antofagasta – Santiago Wanderers 5:0 Mauricio Donoso 10k, Roberto Castillo 18, Eduardo Arancibia 52, Richard Olivares 79, Vladimir Guerrero 89k |

### Clausura 4
| Data             | Mecz |
| ---------------- | --- |
| 11 sierpnia 2007 | CD Lota Schwager – CD Universidad Católica 0:1 Hector Tapia 25 mecz rozegrany został w Concepción                                |
| 11 sierpnia 2007 | Unión Española – CD O’Higgins 1:2 Sergio Gioino 88 – Adrian Rojas 13, Daniel Pereira 53                                          |
| 11 sierpnia 2007 | Coquimbo Unido – CD Palestino 2:3 Marcelo Corrales 3, Felipe Flores 58 – Rodolfo Madrid 27, Juan Maldonado 29, Alvaro Sarabia 79 |
| 11 sierpnia 2007 | Santiago Wanderers – Concepción 0:0                                                                                              |
| 11 sierpnia 2007 | Club Universidad de Chile – Puerto Montt 1:0 Pedro Morales 16                                                                    |
| 12 sierpnia 2007 | CD Ñublense – CD Huachipato 2:1 Manuel Villalobos 25, 45+1 – Jaime Riveros 17                                                    |
| 12 sierpnia 2007 | Everton Viña del Mar – Audax Italiano 1:2 Marco Olea 57 – Miguel Ángel Romero 13, Carlos Andrés Villanueva 55                    |
| 12 sierpnia 2007 | Melipilla – Antofagasta 1:1 Cristián Muñoz 85 – Eduardo Arancibia 15                                                             |
| 12 sierpnia 2007 | Cobreloa – La Serena 2:0 Felipe Flores 25, Esteban Paredes 64k                                                                   |
| 12 sierpnia 2007 | CD Cobresal – CSD Colo-Colo 2:1 Julio César Laffatigue 59, Gabriel Vargas 64 – Roberto Cereceda 35                               |

### Clausura 5
| Data             | Mecz |
| ---------------- | --- |
| 15 sierpnia 2007 | Puerto Montt – Santiago Wanderers 0:0                                                                                               |
| 15 sierpnia 2007 | CD Universidad Católica – Everton Viña del Mar 3:1 Esteban Fuertes 15, Rodrigo Valenzuela 40, Héctor Tapia 82 – Cristián Uribe 8    |
| 15 sierpnia 2007 | CD Palestino – CD Ñublense 1:1 Jorge Alvarado 78s – Marcos Millape 67                                                               |
| 15 sierpnia 2007 | CSD Colo-Colo – Universidad Concepción 2:2 Miguel Riffo 46, Gonzalo Fierro 76 – Fernando Solís Nuñez 12, Mauricio Aros 14           |
| 15 sierpnia 2007 | Antofagasta – Coquimbo Unido 0:1 Felipe Flores 48                                                                                   |
| 15 sierpnia 2007 | Concepción – CD Huachipato 4:3 Patricio Almendra 24k, 71k, Daúd Gazale 29, Jaison Ibarrola 88 – Diego Ruiz 1, 41, Jaime González 61 |
| 15 sierpnia 2007 | La Serena – Club Universidad de Chile 1:1 Juan Quiroga 33 – José Rojas 40                                                           |
| 15 sierpnia 2007 | CD Cobresal – Melipilla 2:0 Julio César Laffatigue 37, Gabriel Vargas 69                                                            |
| 16 sierpnia 2007 | Audax Italiano – Unión Española 2:0 Carlos Andrés Villanueva 49, Alejandro Acosta 56s                                               |
| 8 września 2007  | CD O’Higgins – Cobreloa 2:2 Adrián Rojas 79, Daniel González 83 – Felipe Flores 6, Daniel Giménez 54                                |

### Clausura 6
| Data             | Mecz |
| ---------------- | --- |
| 18 sierpnia 2007 | Club Universidad de Chile – Concepción 5:2 Marcelo Salas 11, Pedro Morales 37, 51, Luis Chavarría 83s, Christian Martínez 90 – Daúd Gazale 16, Jason Ibarrola 82 |
| 18 sierpnia 2007 | CD Universidad Católica – CD Ñublense 3:0 Rodrigo Valenzuela 45, Héctor Tapia 50, Esteban Fuertes 61                                                             |
| 18 sierpnia 2007 | CD O’Higgins – La Serena 1:0 Milton Coimbra 84 |
| 18 sierpnia 2007 | Universidad Concepción – Puerto Montt 2:0 Lisandro Henríquez 18, Gustavo Lorenzetti 22                                                                           |
| 19 sierpnia 2007 | Everton Viña del Mar – Antofagasta 0:1 Bruno Martelotto 1 |
| 19 sierpnia 2007 | Melipilla – CD Lota Schwager 0:0 |
| 19 sierpnia 2007 | CD Huachipato – CD Palestino 2:1 Jaime Riveros 50k, Diego Ruiz 90+1 – Roberto Cáceres 31                                                                         |
| 19 sierpnia 2007 | Coquimbo Unido – Santiago Wanderers 0:3 Sebastián Roco 19, José Luis Jiménez 53, Juan Silva 87                                                                   |
| 19 sierpnia 2007 | Cobreloa – CD Cobresal 2:2 Felipe Flores 49, Juan Luis González 53 – Gabriel Vargas 44k, Iván Guillauma 88                                                       |
| 19 sierpnia 2007 | Unión Española – CSD Colo-Colo 2:2 Johan Fuentes 77, Manuel Neira 90 – Eduardo Rubio 15, Giovanni Hernández 49 mecz rozegrany został na Estadio Nacional         |

### Clausura 7
| Data             | Mecz                                                                                          |
| ---------------- | --------------------------------------------------------------------------------------------- |
| 24 sierpnia 2007 | Audax Italiano – Coquimbo Unido 2:1 Braulio Leal 42, Franco di Santo 89 – Gustavo Zamudio 88k |
| 25 sierpnia 2007 | CD Palestino – Universidad Concepción 0:1 Emanuel Reinoso 90k                                 |
| 25 sierpnia 2007 | Antofagasta – CSD Colo-Colo 1:1 Eduardo Arancibia 41 – Claudio Bieler 47                      |
| 25 sierpnia 2007 | Santiago Wanderers – CD Huachipato 0:1 Jaime Riveros 85                                       |
| 25 sierpnia 2007 | Concepción – Melipilla 3:1 Jaison Ibarrola 21, 90, Leonardo Monje 84 – Aldo Meneses 89        |
| 26 sierpnia 2007 | CD Lota Schwager – CD O’Higgins 1:1 Claudio Mora 82 – Rodrigo Ramírez 89                      |
| 26 sierpnia 2007 | Club Universidad de Chile – CD Universidad Católica 1:2 Marcelo Salas 53 – Gary Medel 56, 73  |
| 26 sierpnia 2007 | CD Cobresal – Unión Española 1:0 Gabriel Vargas 24k                                           |
| 26 sierpnia 2007 | CD Ñublense – Everton Viña del Mar 1:1 Oscar Ibarra 10k – Marco Olea 38                       |
| 26 sierpnia 2007 | Puerto Montt – Cobreloa 0:1 Cristián Canío 75                                                 |

### Clausura 8
| Data             | Mecz |
| ---------------- | --- |
| 31 sierpnia 2007 | CD Universidad Católica – Concepción 2:3 Rodrigo Toloza 7, Héctor Tapia 29k – Jeison Ibarrola 4, 63, Francisco Castillo 49 |
| 1 września 2007  | CD Huachipato – Audax Italiano 1:1 Jaime Riveros 9 – Leonardo Medina 50                                                    |
| 1 września 2007  | CSD Colo-Colo – CD Ñublense 3:1 Claudio Bieler 1, Gonzalo Fierro 40k, Roberto Cereceda 90 – Rodrigo Barra 7                |
| 1 września 2007  | Unión Española – Puerto Montt 4:1 Manuel Neira 49, Mario Cáceres 54, 72, Johan Fuentes 63 – Favio Lemes 18                 |
| 1 września 2007  | CD O’Higgins – Antofagasta 2:1 Adrián Rojas 30, 90+3 – Richard Olivares 83                                                 |
| 1 września 2007  | Universidad Concepción – CD Lota Schwager 2:0 Manuel Maciel 62, 78                                                         |
| 1 września 2007  | Cobreloa – Club Universidad de Chile 1:1 Cristián Canío 87 – Sebastián Pinto 90                                            |
| 2 września 2007  | Everton Viña del Mar – La Serena 0:1 Patricio Rubina 69                                                                    |
| 2 września 2007  | Melipilla – Santiago Wanderers 3:0 Diego de Gregorio 5, Jorge Lagunas 14, Héctor Berríos 80                                |
| 2 września 2007  | Coquimbo Unido – CD Cobresal 1:2 Manuel García 83 – Gabriel Vargas 18, 58                                                  |

### Clausura 9
| Data             | Mecz |
| ---------------- | --- |
| 9 września 2007  | La Serena – Coquimbo Unido 2:2 Joel Estay 10, Sergio Vargas 47 – Felipe Flores 8, 30                                      |
| 12 września 2007 | Concepción – Cobreloa 1:4 Jaison Ibarrola 81 – Cristián Ríos 16, Cristián Canío 52, Daniel Giménez 66, 75                 |
| 15 września 2007 | CD Cobresal – Universidad Concepción 2:2 César Díaz 25, 80k – Ricardo Viveros 53, Emanuel Reinoso 89k                     |
| 16 września 2007 | Puerto Montt – CD Huachipato 4:1 Fabio Lemes 14, Rodrigo Mannara 39, 85, Fernando Giménez 61 – Diego Ruiz 84              |
| 16 września 2007 | Antofagasta – Audax Italiano 1:3 Richard Olivares 16 – Carlos Andrés Villanueva 24, 55, 90+1                              |
| 16 września 2007 | CD Ñublense – Unión Española 2:3 Manuel Villalobos 51, 61 – Manuel Neira 65k, 69, 72                                      |
| 16 września 2007 | CD Lota Schwager – CSD Colo-Colo 0:1 Rodrigo Millar 37 mecz rozegrany został w Concepción                                 |
| 16 września 2007 | Melipilla – CD Palestino 1:2 Diego de Gregorio 70 – Juan Pablo Úbeda 5, Joan Henríquez 54                                 |
| 16 września 2007 | Santiago Wanderers – Everton Viña del Mar 2:1 Juan Silva 12, Carlos Muñoz 90 – Matías Urbano 46                           |
| 7 listopada 2007 | Club Universidad de Chile – CD O’Higgins 2:2 Pedro Morales 24, Marcelo Salas 40k – Daniel González 60, Rodrigo Ramírez 86 |

### Clausura 10
| Data             | Mecz |
| ---------------- | --- |
| 21 września 2007 | CD Universidad Católica – CD Cobresal 2:0 Esteban Fuertes 20, Rodrigo Toloza 45                                                                                  |
| 22 września 2007 | Cobreloa – Santiago Wanderers 1:0 Cristián Canío 90 |
| 22 września 2007 | CSD Colo-Colo – La Serena 2:0 Gustavo Biscayzacú 4, 90+2 |
| 22 września 2007 | Unión Española – Antofagasta 0:0 |
| 22 września 2007 | CD O’Higgins – Concepción 1:1 Daniel González 56 – Julio Martínez 69                                                                                             |
| 22 września 2007 | Universidad Concepción – CD Ñublense 2:2 Manuel Maciel 10, Mauricio Aros 55 – Luis Flores 16, Manuel Villalobos 85                                               |
| 22 września 2007 | Audax Italiano – CD Palestino 2:1 Fabián Orellana 19, Leonardo Medina 32 – Diego Rivarola 17                                                                     |
| 22 września 2007 | Everton Viña del Mar – Puerto Montt 1:0 Cristián Uribe 40 |
| 22 września 2007 | Coquimbo Unido – CD Lota Schwager 0:1 Víctor Sarabia 31 |
| 23 września 2007 | CD Huachipato – Club Universidad de Chile 2:3 Jaime Riveros 60k, Jaime González 65 – Pedro Morales 18, 29, Francisco Arrué 54 mecz rozegrany został w Concepción |

### Clausura 11
| Data             | Mecz |
| ---------------- | --- |
| 25 września 2007 | CD Palestino – CD O’Higgins 1:0 Diego Rivarola 79k                                                                       |
| 25 września 2007 | Santiago Wanderers – Universidad Concepción 0:3 Gustavo Lorenzetti 4, Emanuel Reinoso 15, Manuel Maciel 62               |
| 25 września 2007 | Antofagasta – CD Universidad Católica 0:0                                                                                |
| 26 września 2007 | CD Cobresal – Everton Viña del Mar 3:1 Patricio Lira 31, Marcelo Medina 55, Gabriel Vargas 75 – Cristián Uribe 60        |
| 26 września 2007 | La Serena – CD Huachipato 4:1 Juan Quiroga 57, 77, Mauricio Salazar 59, Fernando Saavedra 90 – Jaime Riveros 53          |
| 26 września 2007 | CD Lota Schwager – Unión Española 1:1 Roberto Silva 49 – Mario Cáceres 72                                                |
| 26 września 2007 | CD Ñublense – Cobreloa 3:2 Carlos Cisternas 15, 18, Gabriel Migliónico 55 – Juan Luis González 34, Rodrigo Pérez 53      |
| 26 września 2007 | Concepción – Audax Italiano 2:1 Jason Ibarrola 4, Daúd Gazale 74 – Juan González 34                                      |
| 26 września 2007 | Puerto Montt – Coquimbo Unido 0:1 Carlos Carmona 36                                                                      |
| 26 września 2007 | Melipilla – Club Universidad de Chile 1:3 Diego de Gregorio 34 – Rafael Olarra 15, Marcelo Salas 33, Emilio Hernández 74 |

### Clausura 12
| Data             | Mecz |
| ---------------- | --- |
| 29 września 2007 | CD O’Higgins – Coquimbo Unido 2:1 Sebastián Varas 73, Daniel González 90+3 – Raúl Palacios 31                                     |
| 29 września 2007 | Unión Española – Universidad Concepción 0:2 Manuel Maciel 19, Pablo González Reyes 78                                             |
| 29 września 2007 | La Serena – CD Palestino 1:0 Gastón Losa 27k                                                                                      |
| 29 września 2007 | Concepción – Antofagasta 1:1 Leonardo Monje 8 – Bruno Martelotto 40                                                               |
| 29 września 2007 | Puerto Montt – CSD Colo-Colo 0:2 Gonzalo Fierro 83k, Rodolfo Moya 90+4                                                            |
| 30 września 2007 | Everton Viña del Mar – CD Lota Schwager 4:2 Matías Urbano 30, 52, 84, Alejandro Escalona 64 – Roberto Silva 27, 34                |
| 30 września 2007 | CD Huachipato – CD Universidad Católica 0:0                                                                                       |
| 30 września 2007 | Cobreloa – Melipilla 5:1 Daniel Giménez 21, Esteban Paredes 40, 72k, Juan Luis González 45, Cristián Canío 57 – Cristián Muñoz 27 |
| 30 września 2007 | Audax Italiano – CD Ñublense 5:0 Franco di Santo 27, Carlos Andrés Villanueva 50k, 51, 70, Patricio Gutiérrez 79                  |
| 30 września 2007 | Club Universidad de Chile – Santiago Wanderers 2:0 Emilio Hernández 54, Sebastián Pinto 77                                        |

### Clausura 13
| Data                | Mecz |
| ------------------- | --- |
| 3 października 2007 | Universidad Concepción – CD O’Higgins 1:2 Emanuel Reinoso 72k – Adrián Rojas 17, Luis Alexis Flores Manzor 90+1k                             |
| 3 października 2007 | CD Palestino – Unión Española 1:2 Roberto Cáceres 5 – José Luis Sierra 20, Manuel Neira 41                                                   |
| 3 października 2007 | CD Cobresal – Concepción 5:0 Julio César Laffatigue 15, 72, Rodrigo Núñez 17, Fabián Acuña 75, Marcelo Medina 80                             |
| 3 października 2007 | CD Lota Schwager – Puerto Montt 0:0 |
| 3 października 2007 | CSD Colo-Colo – Everton Viña del Mar 2:2 Miguel Aceval 25k, Roberto Cereceda 58 – Matías Urbano 55, Marco Olea 78                            |
| 3 października 2007 | Coquimbo Unido – Cobreloa 2:1 Juan Manuel Lucero 81, Raúl Palacios 90 – Felipe Flores 61                                                     |
| 3 października 2007 | CD Universidad Católica – Audax Italiano 1:2 Patricio Ormazábal 12 – Boris Rieloff 11, Fabián Orellana 26                                    |
| 3 października 2007 | CD Ñublense – Club Universidad de Chile 1:2 Marco Millape 22 – Pedro Morales 75, Nicolás Larrondo 77                                         |
| 4 października 2007 | Melipilla – La Serena 3:3 Héctor Pericás 68, Jorge Lagunas 70, 75 – Joel Estay 60, Angel Carreño 83, Iván Valenzuela 84                      |
| 17 listopada 2007   | Antofagasta – CD Huachipato 3:1 Mauricio Donoso 6, Roberto Castillo 26, Bruno Martelotto 64 – Leonardo Mas 86 mecz rozegrany został w Calama |

### Clausura 14
| Data                | Mecz |
| ------------------- | --- |
| 6 października 2007 | Unión Española – Concepción 1:5 Mario Cáceres 2 – Gerardo Cortés 7, 90, Patricio Almendra 28k, Leonardo Monje 61, Mauricio Lagos 78                                            |
| 6 października 2007 | Club Universidad de Chile – CD Palestino 3:1 Angel Rojas 7, Marco Estrada 21, Pedro Morales 45 – Joan Henríquez 3                                                              |
| 7 października 2007 | Everton Viña del Mar – Coquimbo Unido 3:1 Marco Velásquez 6, Marco Olea 16, Cristián Uribe 51k – Gustavo Zamudio 65k                                                           |
| 7 października 2007 | Puerto Montt – CD Cobresal 1:0 Rodrigo Mannara 84 |
| 7 października 2007 | CD O’Higgins – CSD Colo-Colo 2:1 Daniel González 29, Sebastián Varas 42 – Gustavo Biscayzacú 20                                                                                |
| 7 października 2007 | CD Huachipato – CD Lota Schwager 2:2 Jaime Riveros 43, Diego Ruiz 45 – Víctor Sarabia 9, Rubén Castillo 58                                                                     |
| 7 października 2007 | Audax Italiano – Santiago Wanderers 7:1 Fabián Orellana 21, 57, Carlos Andrés Villanueva 38k, Franco di Santo 60, 81, Diego Scotti 64, Miguel Ángel Romero 72 – Paulo Pérez 70 |
| 7 października 2007 | Cobreloa – CD Universidad Católica 3:1 Felipe Flores 4, Cristián Canío 57, Daniel Giménez 86 – Rodrigo Toloza 17                                                               |
| 7 października 2007 | Universidad Concepción – Melipilla 1:1 Manuel Maciel 81 – Sergio Fernández 69                                                                                                  |
| 7 października 2007 | La Serena – Antofagasta 0:2 Mauricio Donoso 57, Eduardo Arancibia 90 |

### Clausura 15
| Data                 | Mecz |
| -------------------- | --- |
| 15 października 2007 | CD Ñublense – CD O’Higgins 1:1 Marco Millape 25 – Luis Flores 31k                                                                   |
| 20 października 2007 | Cobreloa – Audax Italiano 3:3 Esteban Paredes 48, 61, Juan Luis González 86 – Carlos Andrés Villanueva 16, 83k, Carlos Garrido 90+4 |
| 20 października 2007 | Concepción – Puerto Montt 0:0 |
| 20 października 2007 | Melipilla – Everton Viña del Mar 3:0 Diego di Gregorio 32, 44, Jorge Lagunas 79                                                     |
| 20 października 2007 | Santiago Wanderers – La Serena 3:2 José Luis Jiménez 8, Sebastián Méndez 47, 72 – Angel Carreño 16, Mario Barros 67                 |
| 20 października 2007 | Coquimbo Unido – Unión Española 1:3 Gustavo Zamudio 9k – José Luis Sierra 40, Manuel Neira 51, Mario Cáceres 87                     |
| 20 października 2007 | CD Universidad Católica – Universidad Concepción 1:1 Rodrigo Toloza 3 – Mauricio Zenteno 38k                                        |
| 21 października 2007 | Antofagasta – CD Palestino 0:1 Alvaro Sarabia 83                                                                                    |
| 21 października 2007 | CSD Colo-Colo – Club Universidad de Chile 2:2 Gonzalo Fierro 45k, Miguel Riffo 85 – Sebastián Pinto 24, 90                          |
| 21 października 2007 | CD Lota Schwager – CD Cobresal 0:2 Gabriel Vargas 80, Claudio Pérez 85                                                              |

### Clausura 16
| Data                 | Mecz |
| -------------------- | --- |
| 23 października 2007 | Puerto Montt – La Serena 2:0 Fernando Giménez 6, 70 |
| 23 października 2007 | Unión Española – CD Universidad Católica 1:3 Héctor Suazo 77 – Héctor Tapia 33k, 52, Esteban Fuertes 36 mecz rozegrany został na stadionie klubu CSD Colo-Colo |
| 23 października 2007 | CD O’Higgins – Melipilla 3:0 Daniel González 54, Milton Coimbra 59, 82                                                                                         |
| 24 października 2007 | CD Palestino – Santiago Wanderers 6:0 Juan Maldonado 9, 76, Juan Pablo Úbeda 23, 40, 72, Diego Rivarola 84                                                     |
| 24 października 2007 | CD Cobresal – CD Ñublense 2:2 Diego Silva 56, Gabriel Vargas 69 – Manuel Villalobos 33, Rodrigo Barra 90+2k                                                    |
| 24 października 2007 | CD Lota Schwager – Concepción 2:1 Víctor Sarabia 43, Luis Chavarría 44s – Luis Chavarría 4                                                                     |
| 24 października 2007 | Coquimbo Unido – Club Universidad de Chile 0:1 Sebastián Pinto 1                                                                                               |
| 24 października 2007 | Universidad Concepción – Audax Italiano 2:3 Ricardo Parada 33, Roberto Ordenes 56 – Fabián Orellana 39, Carlos Andrés Villanueva 41, Leonardo Medina 90+1      |
| 24 października 2007 | Everton Viña del Mar – CD Huachipato 1:3 Samuel Teuber 90+2 – Diego Ruiz 2, Renzo Yáñez 32, Jaime González 43                                                  |
| 24 października 2007 | CSD Colo-Colo – Cobreloa 1:1 Gonzalo Jara 1 – Cristían Canío 66                                                                                                |

### Clausura 17
| Data                 | Mecz |
| -------------------- | --- |
| 27 października 2007 | Santiago Wanderers – CSD Colo-Colo 0:4 Gonzalo Fierro 17, Rodrigo Millar 24, 45, Giovanni Hernández 73                                           |
| 27 października 2007 | Concepción – CD Palestino 0:2 Juan Pablo Úbeda 53, Diego Rivarola 81                                                                             |
| 27 października 2007 | CD Universidad Católica – Puerto Montt 3:1 Rodrigo Toloza 60, Nicolás Núñez 67, Esteban Fuertes 76 – Fernando Giménez 71                         |
| 27 października 2007 | La Serena – CD Cobresal 1:1 Patricio Rubina 47 – Julio César Laffatigue 15                                                                       |
| 28 października 2007 | Club Universidad de Chile – CD Lota Schwager 2:1 Sebastián Pinto 61, Emilio Hernández 77 – Aland Rivera 30k mecz rozegrany został w Viña del Mar |
| 28 października 2007 | Cobreloa – Everton Viña del Mar 2:1 Cristián Canío 82, Felipe Flores 89 – Cristián Uribe 27k                                                     |
| 28 października 2007 | Melipilla – Coquimbo Unido 4:0 Diego de Gregorio 14, Alejandro Carrasco 22, 68, Jorge Lagunas 70                                                 |
| 28 października 2007 | CD Huachipato – Universidad Concepción 2:0 Renzo Yáñez 21, 70                                                                                    |
| 28 października 2007 | CD Ñublense – Antofagasta 4:0 Manuel Villalobos 16, 90, Rodrigo Barra 50k, Luis Flores Abarca 81                                                 |
| 28 października 2007 | Audax Italiano – CD O’Higgins 2:0 Carlos Andrés Villanueva 54, 90+1                                                                              |

### Clausura 18
| Data                 | Mecz |
| -------------------- | --- |
| 31 października 2007 | CD Cobresal – Antofagasta 1:1 Víctor Oyarzún 90 – Eduardo Arancibia 74k                                                                           |
| 31 października 2007 | CD Lota Schwager – Santiago Wanderers 1:1 Igor Sáez 56 – Eric Godoy 58                                                                            |
| 31 października 2007 | CD Palestino – Cobreloa 1:1 Cristián Vilches 4 – Cristián Canío 52                                                                                |
| 31 października 2007 | Puerto Montt – Melipilla 1:1 Fernando Giménez 83 – Alejandro Carrasco 65                                                                          |
| 31 października 2007 | Unión Española – CD Huachipato 1:2 Mario Cáceres 1 – Diego Ruiz 9, Jaime González 78                                                              |
| 31 października 2007 | Coquimbo Unido – CD Ñublense 0:1 Ali Manoucheri 76s                                                                                               |
| 31 października 2007 | Universidad Concepción – La Serena 2:1 Ricardo Parada 35, Mauricio Aros 81 – Juan Cisternas 85                                                    |
| 1 listopada 2007     | CD O’Higgins – CD Universidad Católica 1:2 Daniel González 87 – Esteban Fuertes 12, Héctor Tapia 47                                               |
| 1 listopada 2007     | Everton Viña del Mar – Concepción 1:3 Matías Urbano 10 – Daúd Gazale 42, Patricio Almendra 45k, Gerardo Cortés 54                                 |
| 1 listopada 2007     | CSD Colo-Colo – Audax Italiano 1:4 Claudio Bieler 88 – Leonardo Medina 12, Fabián Orellana 15, Carlos Andrés Villanueva 35, Patricio Gutiérrez 73 |

### Clausura 19
| Data             | Mecz |
| ---------------- | --- |
| 3 listopada 2007 | Club Universidad de Chile – Unión Española 3:2 José Rojas 26, Pedro Morales 45, 81 – Roberto Kettlun 37, Manuel Neira 45+3k |
| 4 listopada 2007 | CD Palestino – Everton Viña del Mar 1:0 Diego Díaz 26                                                                       |
| 4 listopada 2007 | Cobreloa – Universidad Concepción 0:0                                                                                       |
| 4 listopada 2007 | Antofagasta – Puerto Montt 1:1 Roberto Castillo 6 – Fernando Giménez 27k mecz rozegrany został w Santiago                   |
| 4 listopada 2007 | CD Huachipato – CD O’Higgins 0:0                                                                                            |
| 4 listopada 2007 | CD Universidad Católica – CSD Colo-Colo 0:1 Giovanni Hernández 77 mecz rozegrany został na Estadio Nacional                 |
| 4 listopada 2007 | Concepción – CD Ñublense 3:1 Patricio Almendra 3k, Leonardo Monje 77, 90+2 – Juan Francisco Viveros 31                      |
| 4 listopada 2007 | La Serena – CD Lota Schwager 0:2 Emiliano Strapinni 14, Roberto Silva 32                                                    |
| 4 listopada 2007 | Santiago Wanderers – CD Cobresal 1:1 Carlos Muñoz 87 – Claudio Pérez 41                                                     |
| 4 listopada 2007 | Audax Italiano – Melipilla 1:1 Carlos Andrés Villanueva 74 – Diego de Gregorio 51                                           |

### Clausura 20
| Data              | Mecz |
| ----------------- | --- |
| 10 listopada 2007 | Coquimbo Unido – Concepción 3:1 Carlos Carmona 32, 66k, Felipe Flores 90 – Leonardo Monje 24                                               |
| 10 listopada 2007 | Universidad Concepción – Antofagasta 1:0 Vladimir Guerrero 32s                                                                             |
| 11 listopada 2007 | Audax Italiano – Puerto Montt 1:1 Franco di Santos 49 – Angelo Alvarado 37                                                                 |
| 11 listopada 2007 | CD Cobresal – CD Palestino 1:1 Gabriel Vargas 12k – Diego Rivarola 34                                                                      |
| 11 listopada 2007 | CSD Colo-Colo – CD Huachipato 4:0 Eduardo Rubio 10, 40, Rodolfo Moya 37, 60                                                                |
| 11 listopada 2007 | Melipilla – CD Universidad Católica 3:2 Carlos de Castro 8, Alexis Jiménez 53, Jorge Lagunas 69 – Héctor Tapia 17, Rodrigo Toloza 77       |
| 11 listopada 2007 | Everton Viña del Mar – Club Universidad de Chile 1:3 Marco Olea 81 – Angel Rojas 50, Marcelo Salas 69k, 90+3k                              |
| 11 listopada 2007 | CD Lota Schwager – Cobreloa 3:1 Vladimir Herrera 43, Emiliano Strappini 49, Roberto Silva 58 – Daniel Giménez 56                           |
| 11 listopada 2007 | CD Ñublense – La Serena 3:4 Juan Francisco Viveros 61k, 78k, Manuel Villalobos 66 – Mauricio Salazar 8, Joel Estay 11, 59, Gastón Losa 38k |
| 11 listopada 2007 | Unión Española – Santiago Wanderers 1:1 Mario Cáceres 19 – Paulo Pérez 13                                                                  |

### Clausura 21
| Data              | Mecz |
| ----------------- | --- |
| 24 listopada 2007 | La Serena – Audax Italiano 0:1 Miguel Ángel Romero 20                                                                                       |
| 24 listopada 2007 | Club Universidad de Chile – CD Cobresal 3:0 Pedro Morales 10, 60, Francisco Arrué 27                                                        |
| 24 listopada 2007 | Concepción – Universidad Concepción 1:3 Gerardo Cortés 64 – Emmanuel Reinoso 2k, Roberto Ordenes 57, Leonel Mena 84                         |
| 25 listopada 2007 | Puerto Montt – CD O’Higgins 3:0 Rodrigo Mannara 36, 81, César Talma 50                                                                      |
| 25 listopada 2007 | Santiago Wanderers – CD Ñublense 0:2 Manuel Villalobos 36, 66                                                                               |
| 25 listopada 2007 | Antofagasta – CD Lota Schwager 2:1 Richard Olivares 65, Eduardo Arancibia 77 – Víctor Hugo Sarabia 14 mecz rozegrany został w mieście Arica |
| 25 listopada 2007 | Cobreloa – Unión Española 3:2 Cristián Ríos 18, Cristián Canío 77, 83 – Alexis Patricio Norambuena Ruz 61, Manuel Neira 67                  |
| 25 listopada 2007 | CD Huachipato – Melipilla 2:3 Diego Ruiz 8, Jaime González 38 – César Henríquez 33, Alexis Jiménez 64, Cristián Muñoz 83                    |
| 25 listopada 2007 | CD Palestino – CSD Colo-Colo 0:1 Boris Sagredo 64 mecz rozegrany został w Rancagua                                                          |
| 25 listopada 2007 | CD Universidad Católica – Coquimbo Unido 3:0 Julio Gutiérrez 33, Esteban Fuertes 36, Gary Medel 59                                          |

### Tabele końcowe turnieju Clausura 2007
Choć wszystkie kluby pierwszej ligi grały ze sobą każdy z każdym, to o mistrzostwie nie decydowała ogólna tabela. Kluby zostały wcześniej podzielone na 4 grupy. Z grup 1, 2 i 3 po dwa najlepsze kluby awansowały bezpośrednio do ćwierćfinału mistrzostw, a z grupy 4 tylko zwycięzca awansował bezpośrednio do ćwierćfinału. Do fazy barażowej (tzw. Repechaje), która miała wyłonić ósmego ćwierćfinalistę awansował trzeci zespół grupy 3 i drugi zespół grupy 4.

#### Grupa 1
| Poz. | Klub               | Mecze | Zw | Rem | Por | Pkt | BrZd | BrStr |
| ---- | ------------------ | ----- | -- | --- | --- | --- | ---- | ----- |
| 1    | CSD Colo-Colo      | 20    | 11 | 6   | 3   | 39  | 40   | 21    |
| 2    | CD Cobresal        | 20    | 8  | 8   | 4   | 32  | 31   | 23    |
| 3    | CD Palestino       | 20    | 7  | 5   | 8   | 26  | 27   | 23    |
| 4    | La Serena          | 20    | 6  | 4   | 10  | 22  | 25   | 33    |
| 5    | Santiago Wanderers | 20    | 4  | 5   | 11  | 17  | 15   | 43    |

#### Grupa 2
| Poz. | Klub                    | Mecze | Zw | Rem | Por | Pkt | BrZd | BrStr |
| ---- | ----------------------- | ----- | -- | --- | --- | --- | ---- | ----- |
| 1    | Universidad Concepción  | 20    | 9  | 8   | 3   | 35  | 30   | 19    |
| 2    | CD Universidad Católica | 20    | 10 | 4   | 6   | 34  | 33   | 21    |
| 3    | Melipilla               | 20    | 7  | 6   | 7   | 27  | 32   | 34    |
| 4    | Concepción              | 20    | 7  | 4   | 9   | 25  | 32   | 41    |
| 5    | Unión Española          | 20    | 4  | 5   | 11  | 17  | 26   | 36    |

#### Grupa 3
| Poz. | Klub                      | Mecze | Zw | Rem | Por | Pkt | BrZd | BrStr |
| ---- | ------------------------- | ----- | -- | --- | --- | --- | ---- | ----- |
| 1    | Audax Italiano            | 20    | 14 | 5   | 1   | 47  | 47   | 20    |
| 2    | Club Universidad de Chile | 20    | 13 | 6   | 1   | 45  | 42   | 21    |
| 3    | Cobreloa                  | 20    | 8  | 7   | 5   | 31  | 35   | 29    |
| 4    | Puerto Montt              | 20    | 5  | 6   | 9   | 21  | 18   | 22    |
| 5    | Everton Viña del Mar      | 20    | 3  | 4   | 13  | 13  | 20   | 36    |

#### Grupa 4
| Poz. | Klub             | Mecze | Zw | Rem | Por | Pkt | BrZd | BrStr |
| ---- | ---------------- | ----- | -- | --- | --- | --- | ---- | ----- |
| 1    | CD O’Higgins     | 20    | 9  | 7   | 4   | 34  | 28   | 23    |
| 2    | CD Ñublense      | 20    | 7  | 5   | 8   | 26  | 32   | 38    |
| 3    | Antofagasta      | 20    | 6  | 7   | 7   | 25  | 22   | 21    |
| 4    | CD Huachipato    | 20    | 7  | 4   | 9   | 25  | 30   | 36    |
| 5    | CD Lota Schwager | 20    | 4  | 7   | 9   | 19  | 22   | 28    |
| 6    | Coquimbo Unido   | 20    | 4  | 1   | 15  | 13  | 18   | 37    |

Klub Audax Italiano uzyskał najlepszy dorobek punktowy, dzięki czemu zakwalifikował się do Copa Libertadores 2008.

### Repechaje
| 28.11 2007 Cobreloa – CD Ñublense 3:1 (1:1) 0:1 Néstor Zanatta 28k, 1:1 Esteban Paredes 34, 2:1 Rodrigo Raín 60, 3:1 Junior Fernández 64 mecz rozegrany został w Calama |

### 1/4 finału
| CD Cobresal – Club Universidad de Chile 2:4 i 1:2 1 01.12 2007 1:0 Charles Aránguiz 2, 2:0 Gabriel Vargas 10, 2:1 Waldo Ponce 38, 2:2 Marcelo Salas 45+2k, 2:3 Sebastián Pinto 49, 2:4 Angel Rojas 84 2 09.12 2007 1:0 Víctor Oyarzún 16, 1:1 Emilio Hernández 41, 1:2 Víctor Oyarzún 73s                                              |
| CD O’Higgins – CSD Colo-Colo 0:5 i 1:1 1 02.12 2007 0:1 Gonzalo Fierro 50, 0:2 Arturo Sanhueza 65, 0:3 Claudio Bieler 67, 0:4 Claudio Bieler 78, 0:5 Giovanni Hernández 83k 2 08.12 2007 0:1 Eduardo Rubio 10, 1:1 Hans Gómez 34 |
| Cobreloa – Audax Italiano 2:2 i 0:1 1 02.12 2007 1:0 Cristián Canio 2, 2:0 Esteban Paredes 13, 2:1 Leonardo Medina 82, 2:2 Braulio Leal 90+2 2 08.12 2007 0:1 Leonardo Medina 26 |
| CD Universidad Católica – Universidad Concepción 5:3 i 0:2 1 02.12 2007 1:0 Esteban Fuertes 18, 2:0 Héctor Tapia 20, 2:1 Ricardo Parada 20, 3:1 Rodrigo Toloza 33, 3:2 Emanuel Reinoso 43k, 3:3 Emanuel Reinoso 45, 4:3 Esteban Fuertes 55, 5:3 Nicolás Núñez 73 2 08.12 2007 0:1 Gustavo Lorenzetti 63, 0:2 Fernando Solís Nuñez 90+3 |

### 1/2 finału
| Universidad Concepción – Audax Italiano 2:3 i 3:1 1 12.12 2007 0:1 Carlos Andrés Villanueva 8, 1:1 Ricardo Parada 9, 1:2 Carlos Andrés Villanueva 23, 1:3 Leonardo Medina 46, 2:3 Cristián Reynero 82s 2 15.12 2007 0:1 Carlos Andrés Villanueva 10, 1:1 Mauricio Aros 32, 2:1 Mauricio Aros 66, 3:1 Gustavo Lorenzetti 89 (mecz na stadionie klubu CSD Colo-Colo) |
| CSD Colo-Colo – Club Universidad de Chile 2:0 i 1:0 1 12.12 2007 1:0 Gonzalo Fierro 14, 2:0 Eduardo Rubio 21 2 15.12 2007 1:0 Gustavo Biscayzacú 52 mecz rewanżowy przerwano w 67 minucie z powodu zamieszek na trybunach – wynik zachowano |

### Finał
| Universidad Concepción – CSD Colo-Colo 0:1 i 0:3 |
| 20 grudnia 2007 Concepción Estadio Municipal (32 500) Universidad Concepción – CSD Colo-Colo 0:1 (0:0) Sędzia: Pablo Pozo Bramki: 0:1 Gustavo Biscayzacú 48 Żółte kartki: Leonel Mena / Jorge Carrasco, Rodrigo Meléndez Club Deportivo Universidad de Concepción (trener Marcelo Barticciotto): Carmelo Vega – Osvaldo González, Fernando Solis, Felipe Muñoz, Pablo González Reyes, Roberto Ordenes, Juan José Rivera, Leonel Mena, Gustavo Lorenzetti, Ricardo Parada, Ricardo Viveros (64 Emanuel Reinoso) Club Social y Deportivo Colo-Colo (trener Claudio Borghi): Cristián Muñoz – Miguel Riffo, Luis Mena, Jorge Carrasco, Gonzalo Fierro, Rodrigo Meléndez (43 Moisés Villarroel), Arturo Sanhueza, Roberto Cereceda, Giovanni Hernández, Gustavo Biscayzacú (85 Rodolfo Moya), Eduardo Rubio (68 Rodrigo Millar) |
| 23 grudnia 2007 Santiago Estadio Monumental (45 000) CSD Colo-Colo – Universidad Concepción 3:0 (1:0) Sędzia: Enrique Osses Bramki: 1:0 Gonzalo Fierro 18, 2:0 Gustavo Biscayzacú 87, 3:0 Claudio Bieler 90 Żółte kartki: Arturo Sanhueza, Eduardo Rubio, Gonzalo Fierro, Miguel Riffo, Moisés Villarroel, Roberto Cereceda / Mauricio Aros, Osvaldo González Club Social y Deportivo Colo-Colo (trener Claudio Borghi): Cristián Muñoz – Miguel Riffo, Luis Mena, David Henríquez (62 Jorge Carrasco), Gonzalo Fierro, Moisés Villarroel, Arturo Sanhueza, Roberto Cereceda, Giovanni Hernández (85 Rodrigo Millar), Gustavo Biscayzacú, Eduardo Rubio (79 Claudio Bieler) Club Deportivo Universidad de Concepción (trener Marcelo Barticciotto): Federico Elduayén – Osvaldo González, Fernando Solis, Felipe Muñoz, Pablo González Reyes, Roberto Ordenes, Juan José Ribera (46 Manuel Maciel), Mauricio Aros, Gustavo Lorenzetti, Ricardo Parada (55 Ricardo Viveros), Emanuel Reinoso |

Mistrzem Chile turnieju Clausura w roku 2007 został klub CSD Colo-Colo, natomiast wicemistrzem Chile – klub Universidad Concepción. CSD Colo-Colo udział w Copa Libertadores 2008 jako mistrz turnieju Apertura miał już zapewniony. W tej sytuacji trzecim klubem, który miał reprezentować Chile w tym turnieju był ten z obu wicemistrzów (Apertura i Clausura), który miał lepszy dorobek punktowy, czyli lepszą pozycję w tabeli sumarycznej sezonu. Klubem tym okazał się wicemistrz turnieju Apertura – CD Universidad Católica.

### Klasyfikacja strzelców bramek Clausura 2007
| Gole | Piłkarz                  | Klub                      |
| ---- | ------------------------ | ------------------------- |
| 20   | Carlos Andrés Villanueva | Audax Italiano            |
| 13   | Cristián Canío           | Cobreloa                  |
| 13   | Pedro Morales            | Club Universidad de Chile |
| 13   | Manuel Villalobos        | CD Ñublense               |
| 12   | Gabriel Vargas           | CD Cobresal               |
| 11   | Gonzalo Fierro           | CSD Colo-Colo             |
| 11   | Esteban Fuertes          | CD Universidad Católica   |
| 10   | Jaime Riveros            | CD Huachipato             |

## Tabela sumaryczna sezonu 2007
Tabela obejmuje sumaryczny dorobek klubów w turniejach Apertura i Clausura, zebrany w fazach ligowych mistrzostw, gdzie kluby grały ze sobą każdy z każdym. Obok wartości statystycznej ma ona na celu wyłonienie klubów, które spadną do drugiej ligi.
| Poz. | Klub                      | Mecze | Zw | Rem | Por | Pkt | BrZd | BrStr |
| ---- | ------------------------- | ----- | -- | --- | --- | --- | ---- | ----- |
| 1    | Audax Italiano            | 40    | 27 | 10  | 3   | 91  | 86   | 40    |
| 2    | CSD Colo-Colo             | 40    | 25 | 11  | 4   | 86  | 87   | 37    |
| 3    | CD Universidad Católica   | 40    | 24 | 8   | 8   | 80  | 69   | 35    |
| 7    | Club Universidad de Chile | 40    | 19 | 13  | 8   | 70  | 62   | 42    |
| 4    | Cobreloa                  | 40    | 18 | 12  | 10  | 66  | 79   | 52    |
| 5    | CD Huachipato             | 40    | 19 | 8   | 13  | 65  | 65   | 57    |
| 6    | CD Cobresal               | 40    | 17 | 13  | 10  | 64  | 62   | 44    |
| 8    | CD O’Higgins              | 40    | 17 | 10  | 13  | 61  | 58   | 61    |
| 9    | CD Ñublense               | 40    | 15 | 13  | 12  | 58  | 63   | 69    |
| 10   | Melipilla                 | 40    | 15 | 10  | 15  | 55  | 67   | 68    |
| 11   | Universidad Concepción    | 40    | 13 | 13  | 14  | 52  | 55   | 52    |
| 12   | CD Palestino              | 40    | 12 | 13  | 15  | 49  | 54   | 53    |
| 13   | La Serena                 | 40    | 13 | 9   | 18  | 48  | 56   | 63    |
| 14   | Concepción                | 40    | 13 | 9   | 18  | 48  | 52   | 75    |
| 15   | Antofagasta               | 40    | 11 | 14  | 15  | 47  | 46   | 55    |
| 16   | Unión Española            | 40    | 12 | 9   | 19  | 45  | 55   | 61    |
| 17   | Everton Viña del Mar      | 40    | 9  | 12  | 19  | 39  | 44   | 63    |
| 18   | Puerto Montt              | 40    | 9  | 8   | 23  | 35  | 37   | 62    |
| 19   | CD Lota Schwager          | 40    | 6  | 13  | 21  | 31  | 50   | 80    |
| 20   | Santiago Wanderers        | 40    | 8  | 9   | 23  | 30* | 39   | 76    |
| 21   | Coquimbo Unido            | 40    | 8  | 3   | 29  | 27  | 36   | 77    |

- Santiago Wanderers – odjęte 3 punkty

W miejsce trzech spadkowiczów (CD Lota Schwager, Santiago Wanderers i Coquimbo Unido) awansowały dwa najlepsze kluby w drugiej lidze (Provincial Osorno i CSD Rangers).

### Baraż o utrzymanie się w I lidze
W turnieju barażowym udział wzięły: 18. klub I ligi (Puerto Montt) oraz trzeci (Santiago Morning) i czwarty (Copiapó) klub II ligi. Tylko zwycięzca miał otrzymać prawo gry w I lidze w następnym sezonie.
| Data            | Mecz |
| --------------- | --- |
| 2 grudnia 2007  | Copiapó – Santiago Morning 0:0 |
| 5 grudnia 2007  | Santiago Morning – Puerto Montt 3:1 Miguel Ángel Hernández 24, Cristián Febre 46, Roque Arancibia 90 – Fernando Giménez 57k mecz rozegrany został na stadionie klubu Unión Española |
| 9 grudnia 2007  | Puerto Montt – Copiapó 3:2 Iván Álvarez 2, Rubén Ramírez 87, Rodrigo Mannara 90+2 – Carlos Escudero 17, Francisco Michea 78                                                         |
| 12 grudnia 2007 | Santiago Morning – Copiapó 1:0 Felipe Díaz 36 mecz rozegrany został na stadionie klubu Unión Española                                                                               |
| 16 grudnia 2007 | Puerto Montt – Santiago Morning 2:0 Iván Álvarez 10, 63 |
| 19 grudnia 2007 | Copiapó – Puerto Montt 4:3 Alexis Flores 16k, Francisco Michea 20, Juan José Ossandón 43, Gustavo Bentos 87 – Ivan Álvarez 5, Ricardo Moller 47, Esteban González 88                |

| Poz. | Klub             | Mecze | Zw | Rem | Por | Pkt | BrZd | BrStr |
| ---- | ---------------- | ----- | -- | --- | --- | --- | ---- | ----- |
| 1    | Santiago Morning | 4     | 2  | 1   | 1   | 7   | 4    | 3     |
| 2    | Puerto Montt     | 4     | 2  | 0   | 2   | 6   | 9    | 9     |
| 3    | Copiapó          | 4     | 1  | 1   | 2   | 4   | 6    | 7     |

Do drugiej ligi spadł klub Puerto Montt – na jego miejsce awansował Santiago Morning.